# Xenopipo flavicapilla
Xenopipo flavicapilla là một loài chim trong họ Pipridae.